# Rezerwat przyrody Krutynia Dolna

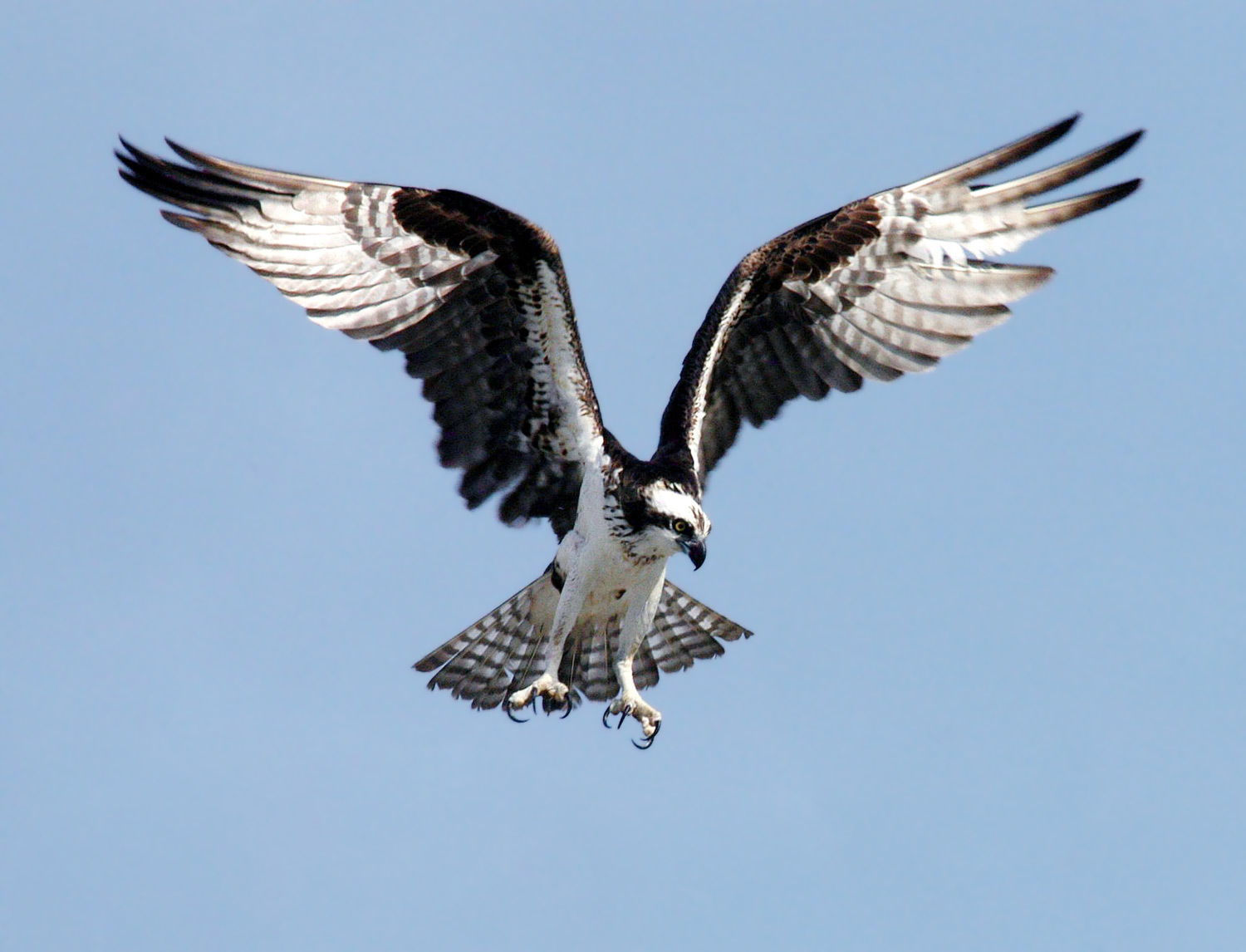
Rybołów

Krutynia Dolna – krajobrazowo-florystyczno-faunistyczny rezerwat przyrody położony na terenie Mazurskiego Parku Krajobrazowego. Na terenie rezerwatu leżą: dolny odcinek rzeki Krutyni oraz jeziora: Gardyńskie, Malinówko, Dłużec i Smolak, należą do niego także przyległe lasy, torfowiska i łąki.
Celem utworzenia rezerwatu było zachowanie w naturalnym stanie krajobrazu polodowcowego, naturalnych ekosystemów wodnych oraz unikalnego bogactwa flory i fauny, a w szczególności torfowisk wysokich, przejściowych i niskich wraz z ich florą, oraz biotopów ptaków drapieżnych. Rezerwat charakteryzuje się bardzo urozmaiconym ukształtowaniem powierzchni.
Rzeka Krutynia jest popularnym szlakiem wodnych spływów kajakowych, a przez teren rezerwatu przebiegają lądowe szlaki turystyczne.

## Na terenie rezerwatu występują
rośliny:
- storczykowate
- rosiczka
- lilia złotogłów
- sasanka łąkowa
- zawilec wielkokwiatowy
- dzwonek boloński
- orlik pospolity

ptaki:
- orzeł bielik
- orlik krzykliwy
- rybołów
- żuraw
- puchacz
- zimorodek
- derkacz
- wodniczka